# Rue de la Folie-Régnault
Pour les articles homonymes, voir La Folie.
La rue de la Folie-Régnault est une rue du 11e arrondissement de Paris, située dans le quartier de la Roquette. Cette rue a la particularité de former un angle droit.

## Situation et accès
Voies rencontrées
La rue de la Folie-Régnault rencontre les voies suivantes, dans l'ordre des numéros croissants (« g » indique que la rue se trouve à gauche, « d » à droite) :
- Rue Léon-Frot
- Rue La Vacquerie (g)
- Rue de la Croix-Faubin (g)
- Rue Gerbier (g)
- Rue de Mont-Louis (d)
- Rue Félix-Voisin (g)
- Rue Henri-Ranvier (g)
- Rue de la Roquette
- Impasse Daunay (d)
- Passage de la Folie-Régnault (d)
- Rue Duranti (g)
- Rue René-Villermé (d)
- Rue du Chemin-Vert

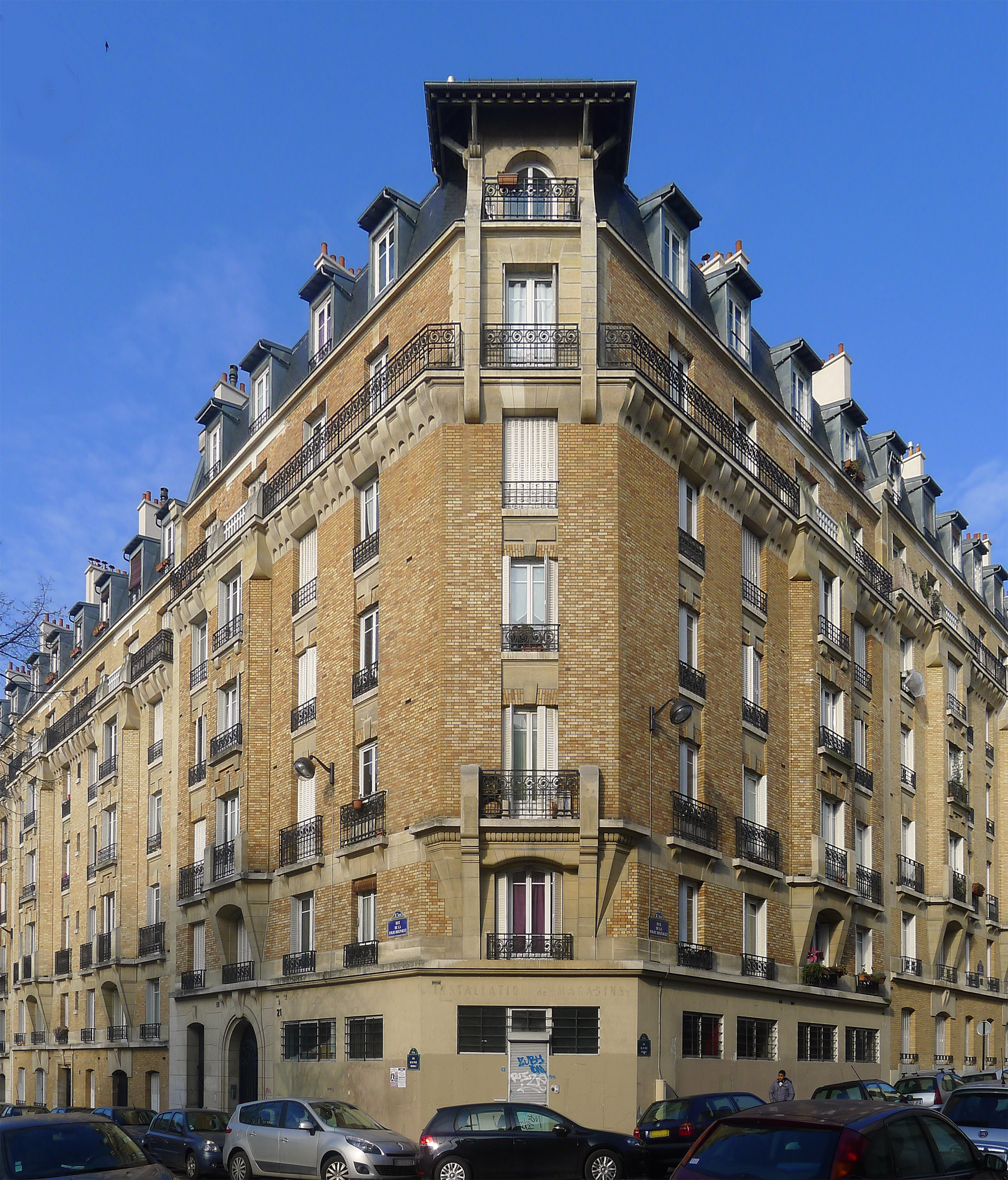
HBM de la ville de Paris au coude à angle droit de la rue.
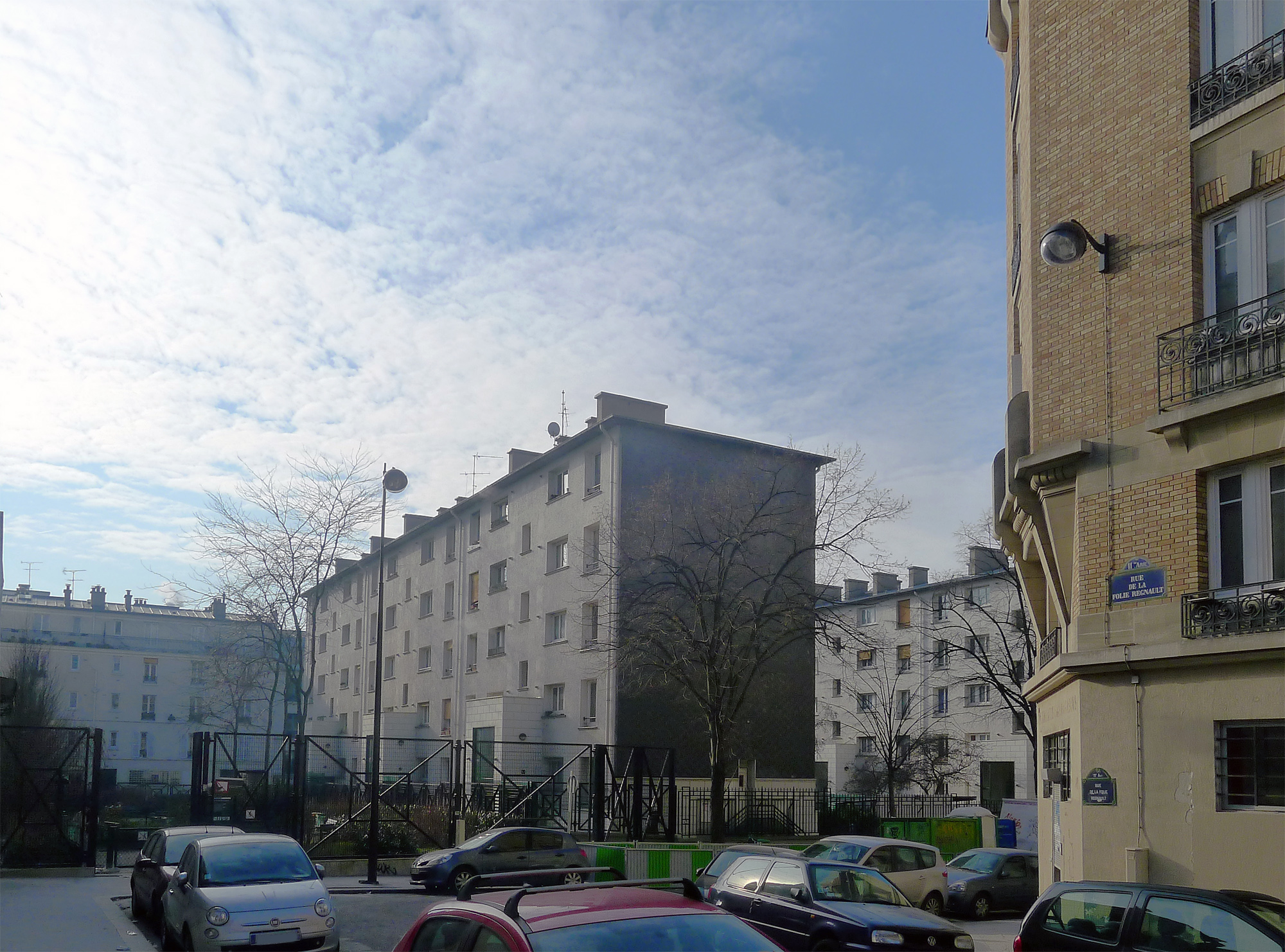
Jardin de la Folie-Régnault au même coude de la rue.

Transports
La rue est desservie par les stations de métro Père Lachaise et Philippe Auguste de la ligne 2 du métro de Paris, sur le boulevard de Ménilmontant et par les stations de métro Voltaire et Charonne de la ligne 9 du métro de Paris, sur le boulevard Voltaire
Une station Vélib' est située au carrefour avec la rue de la Roquette, côté Roquette.

## Origine du nom
Cette rue doit son nom à un riche commerçant du nom de Régnault de Wandonne, épicier, bourgeois de Paris, qui était, en 1371, le propriétaire d'une maison de campagne, entourée de terres, qui constitua un lieu-dit appelé en 1396 « La Folie-Régnault ».

## Historique
Il y avait à l'origine un domaine avec une maison de campagne, créé par Régnault de Wandonne. L'ensemble de ce domaine, appelé La Folie-Renault, devint en 1626 la propriété des Jésuites, jusqu'en 1763. Lucien Lambeau situe la maison rue Saint-André. 
Cette rue, qui existait en 1540, est appelée « rue des Murs-de-la-Roquette », comme sur les plans de Paris de 1728 à 1790, et avait déjà un tracé en équerre, dû à ce qu'elle contournait le domaine des hospitalières de la Roquette, puis elle aurait porté le nom de « rue des Canettes ».
En 1804, la propriété des Jésuites devint le noyau du cimetière du Père-Lachaise.
Elle prend sa dénomination de « rue de la Folie-Régnault » à partir du plan Piquet de 1814.
De 1851 à 1899, une guillotine était entreposée au no 60 bis rue de la Folie-Régnault. Lors des exécutions, la machine était transportée devant le portail de la Grande Roquette, devant le no 16 de l'actuelle rue de la Croix-Faubin. De 1851 à 1899, plus de deux cents personnes furent exécutés à cet emplacement, dont les anarchistes Émile Henry et Auguste Vaillant.

## Bâtiments remarquables et lieux de mémoire

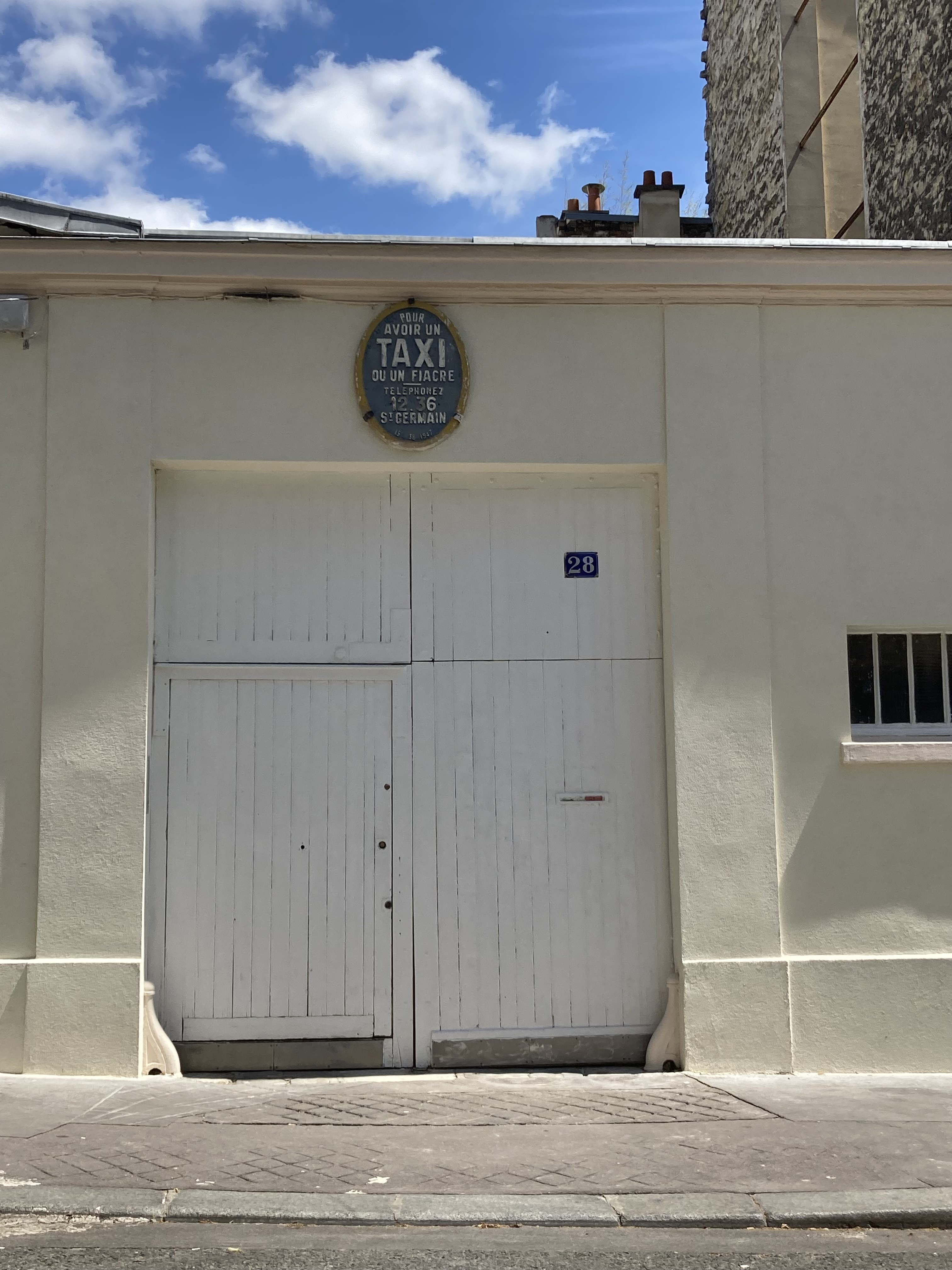
No 28, ancienne enseigne pour taxi et fiacre.

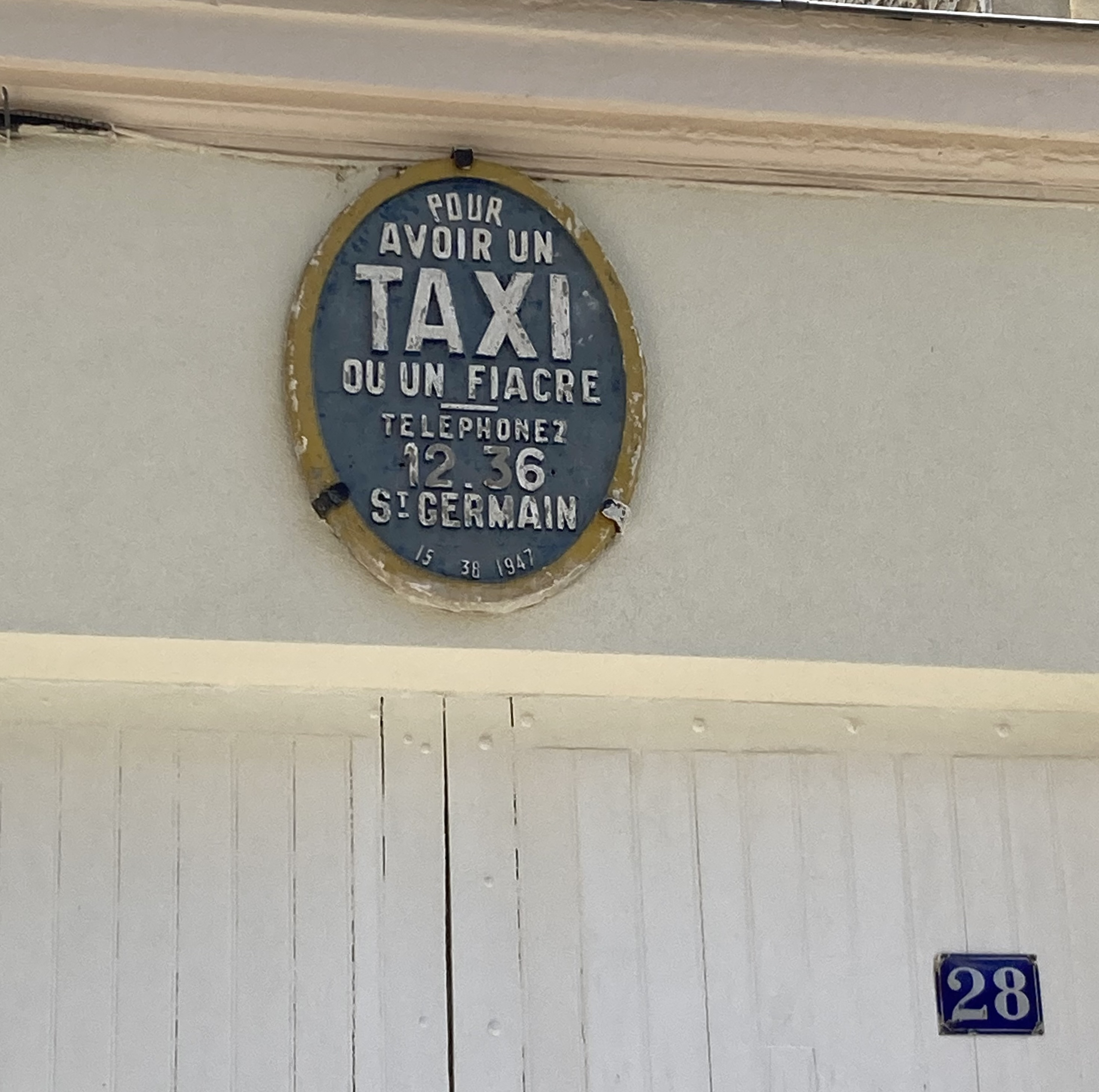
Ancienne enseigne pour taxi et fiacre (détail).

- Ancienne Maison de Santé de la Folie-Regnault au numéro 3.
- François d'Aix de La Chaise, confesseur du roi de France Louis XIV, qui donna plus tard son nom au cimetière du Père-Lachaise tout proche, demeura dans cette maison de campagne.
- Square de la Folie-Régnault,
- No 28 : au-dessus de la porte d’un garage, ancienne enseigne pour taxi et fiacre.

### Dans la littérature
Dans les romans de Daniel Pennac, c'est dans cette rue qu'habite la tribu Malaussène, personnages de Au bonheur des ogres, La Fée Carabine et La Petite Marchande de prose, ainsi que le personnage central de Kamo et moi : le triste professeur Crastaing.

### Dans la chanson
Dans une chanson autobiographique intitulée On n'était pas riche, parue sur son album Que l'amour en 1995, l'auteur-compositeur-interprète Didier Barbelivien évoque la rue de la Folie-Régnault, où il vécut avec sa grand-mère à partir de l'âge de 13 ans.